# Rosthuvad biätare
Rosthuvad biätare (Merops leschenaulti) är en syd- och sydostasiatisk fågel i familjen biätare inom ordningen praktfåglar.

## Utseende
Rosthuvad biätare är med en kroppslängd på 18-20 centimeter en rätt liten biätare. Hjässa, nacke och mantel är kastanjefärgad. Strupen är gul, börst och buk gröna, och dem emellan ett suddigt svartaktigt band. Ovansidan nedan manteln är likaså grön. Stjärten är något kluven och saknar de förlängda stjärtfjädrar flera av dess släktingar har.
Ungfågeln är en urblekt version av den adulta fågeln, men vissa kan vara gröna på hjässa och nacke. Nedre delen av strupen har en rostfärgad anstrykning och övergumpen är turkos.

## Utbredning och systematik
Rosthuvad biätare delas in i tre underarter med följande utbredning:
- M. l. leschenaulti – Sri Lanka samt från sydvästra Indien till Thailand, Indokina och på Malackahalvön
- M. l. andamanensis – Andamanerna
- M. l. quinticolor – Java och Bali

## Levnadssätt
Rosthuvad biätare häckar i subtropiskt öppet landskap, ofta nära vatten. Den har sociala vanor och häckar i kolonier i sandbankar, där den gräver ut en relativt lång tunnel. Längst in lägger den 5-6 sfäriska vita ägg. Båda könen ruvar äggen och tar hand om ungarna. Som alla biätare lever den av insekter, som bin, getingar och bålgetingar, som den fångar i luften efter utfall från en sittplats. 

## Status och hot
Arten har ett stort utbredningsområde och en stor population, och tros öka i antal. Utifrån dessa kriterier kategoriserar internationella naturvårdsunionen IUCN arten som livskraftig (LC).

## Namn
Fågelns vetenskapliga artnamn hedrar Jean Baptiste Louis Claude Théodore Leschenault de la Tour (1773-1826), fransk botaniker och ornitolog.

## Bilder

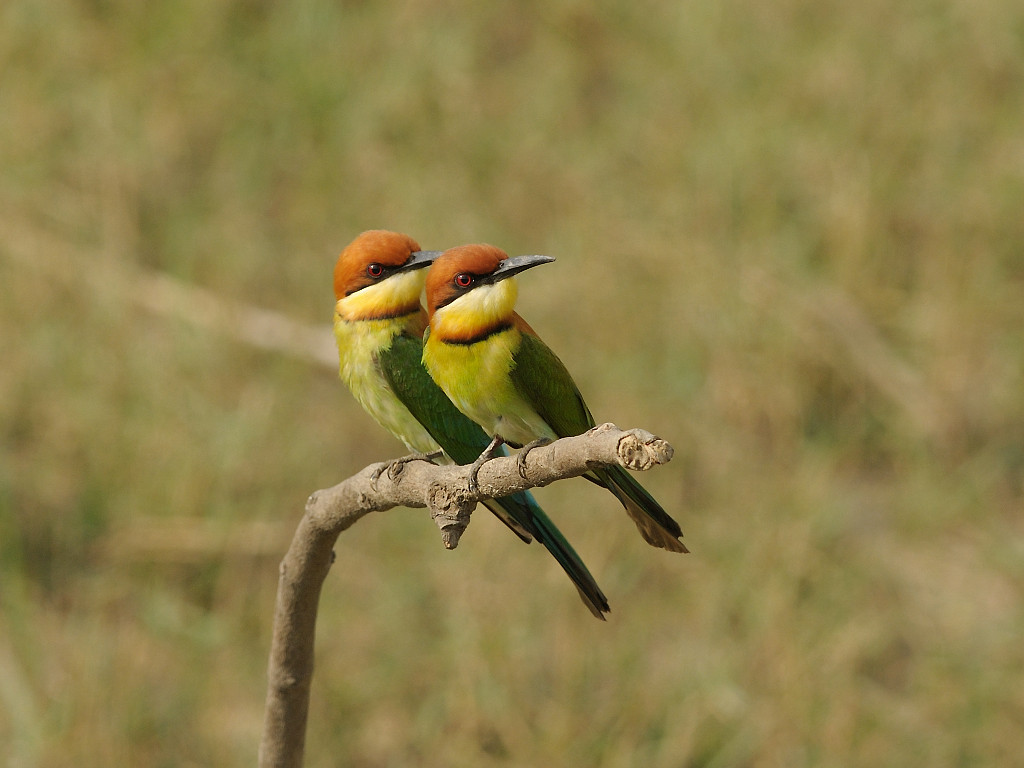
Underarten leschenaulti i Khao Yai, Thailand